# 국제 서핑 협회

국제 서핑 협회(International Surfing Association)는 서핑을 총괄 및 담당하는 국제 스포츠 행정 기구이다.

## 같이 보기
- 서핑